# Kalvhallbäcken
Kalvhallbäcken este o arie protejată (arie specială de conservare — SAC, sit de importanță comunitară — SCI) din Suedia întinsă pe o suprafață de 25 ha, integral pe uscat.

## Localizare
Centrul sitului Kalvhallbäcken este situat la coordonatele 63°57′00″N 15°31′15″E / 63.95°N 15.5209°E.

## Înființare
Situl Kalvhallbäcken a fost declarat sit de importanță comunitară în iulie 2000 pentru a proteja 2 specii de plante. Situl a fost protejat și ca arie specială de conservare în martie 2011.

## Biodiversitate
Situată în ecoregiunea boreală, aria protejată conține 2 habitate naturale: Taiga vestică, Mlaștini turboase de tranziție și turbării mișcătoare.
La baza desemnării sitului se află mai multe specii protejate de  plante (2): Calamagrostis chalybaea, Ranunculus lapponicus.